# Ugn

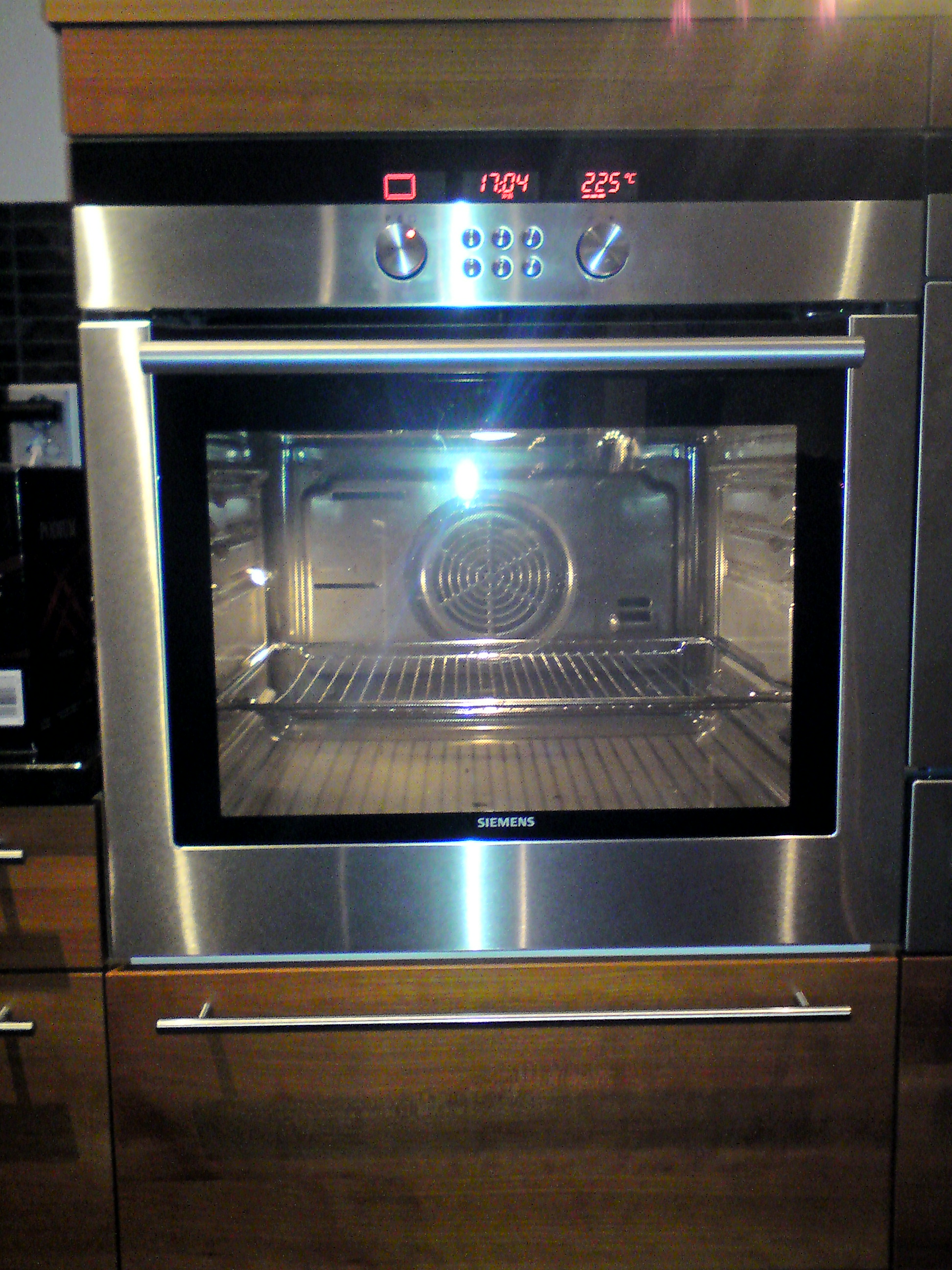
Köksugn för matlagning

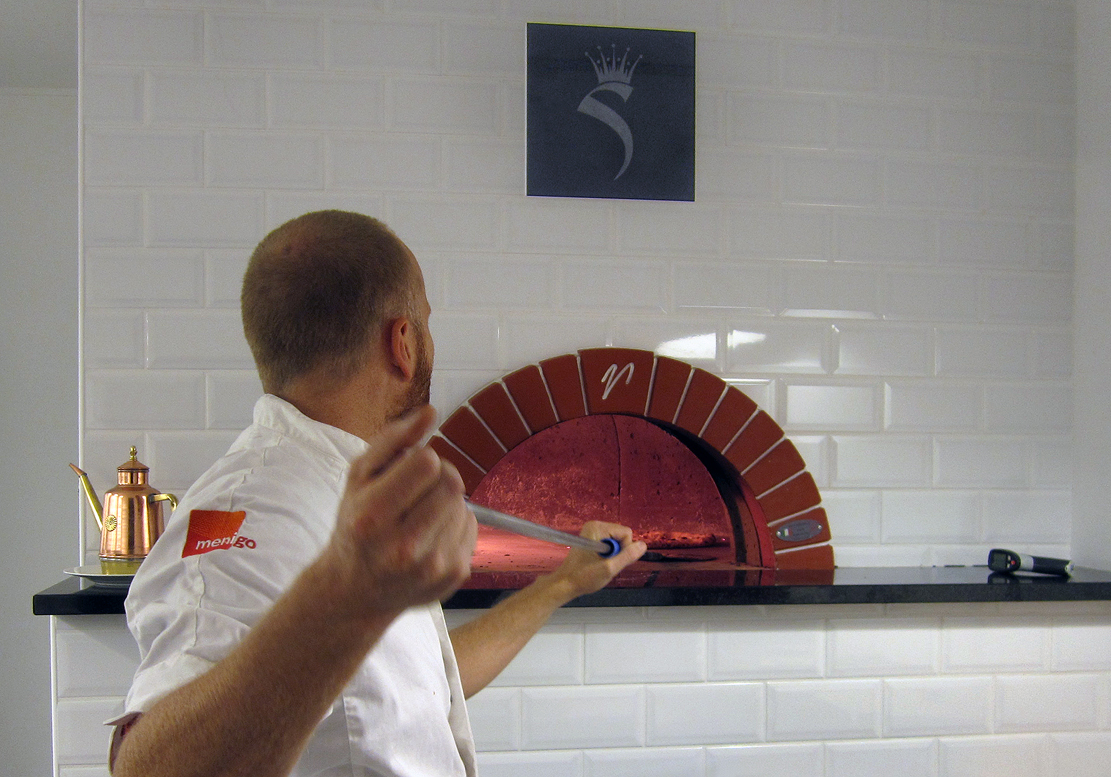
Vedeldad stenugn för pizzabakning

Ugn är ett slutet utrymme avsett för förbränning, eller i mer allmän betydelse ett slutet utrymme där en hög temperatur kan åstadkommas. Ugnar har funnits i många år. De första ugnarna var enkla behållare placerade över en eld för att baka mat eller torka keramik för köksredskap.

## Historik
De äldsta ugnarna, även de för till exempel malmsmältning, var gropar i marken. Numera består ugnar av ett rum med väggar, tak och golv för att minska värmeförlusterna.
Ugnar konstrueras för olika bränslen som kol, koks, ved, olja och gas, eller för elektricitet. Konstruktionen bestäms till en del av typen av använd energi och till en del av formen på det gods som skall värmas. Detta kan ligga still i ugnen eller flyttas från en del till en annan. Värmen behöver inte alstras i själva ugnsrummet, utan kan överföras genom strålning eller genom något strömmande medium.
Även i betydelsen bakugn är ugnen en tämligen sen företeelse i vår kultur. Så länge man bara hade en öppen härd fick man baka på en häll eller på glöderna (tunnbröd, rieska). I Irland bakades bröd i en ”bakklocka”, ungefär en upp-och-nedvänd lerkruka som höljdes med glöd.
Under vikingatiden lärde nordborna känna den östeuropeiska, skorstenslösa rökugnen, som fungerade både som värmekälla, bastuugn och rieugn. Kombinerad med en härd framför ugnsöppningen användes denna typ i bland annat östra Skåne ännu mot slutet av 1700-talet.
Under medeltidens lopp blev vi i Sverige även bekanta med den väster- och söderifrån kommande skorstenen, och så småningom växte fram det typiskt svenska eldstadskomplexet i köket med en bakugn, en vid skorstenshuv och en öppen härd. Den sistnämnda ersattes från 1800-talets början efter hand av gjutjärnsspisen för både matlagning och uppvärmning.
Rökugnen fortlevde på många håll i de bastur som vanligen var avsedda till torkhus för främst lin. Gjutjärnspisens inbyggda ugn gjorde med tiden de stora ugnarna onödiga och moderniserades, samtidigt med spisarna, genom övergång till först gas, och sedan elektricitet, som energikälla.
I elektronugnar uppvärms godset genom de dielektriska förluster, som uppstår då ett elektromagnetiskt högfrekvent fält träffar det. Därigenom uppvärms olika delar av godset samtidigt. På några minuter kan djupfrysta varor få serveringstemperatur.

## Ugnar inom matlagning
Inom matlagning finns framför allt eldade ugnar, elektriska strålningsugnar, gasugnar, varmluftsugnar, solugnar och mikrovågsugnar. Ugnar används för bakning, grillning och gratinering. Olika ugnstemperaturer behövs i olika sammanhang.

## Ugnar för förbränning
Det finns flera olika typer av ugnar där förbränning är huvudsyftet. En krematorieugn är byggd för att omvandla mänskliga lik eller kadaver till aska (kremering). En avfallsugn är oftast avsedd för kommunalt avfall.

## Ugnar inom tillverkningsindustrin
Inom tillverkningsindustrin finns ugnar för industriell process och produktion. Exempel inkluderar masugnar, kalkugnar, ljusbågsugnar, glasugnar, kupolugnar och keramikugnar.

## Galleri

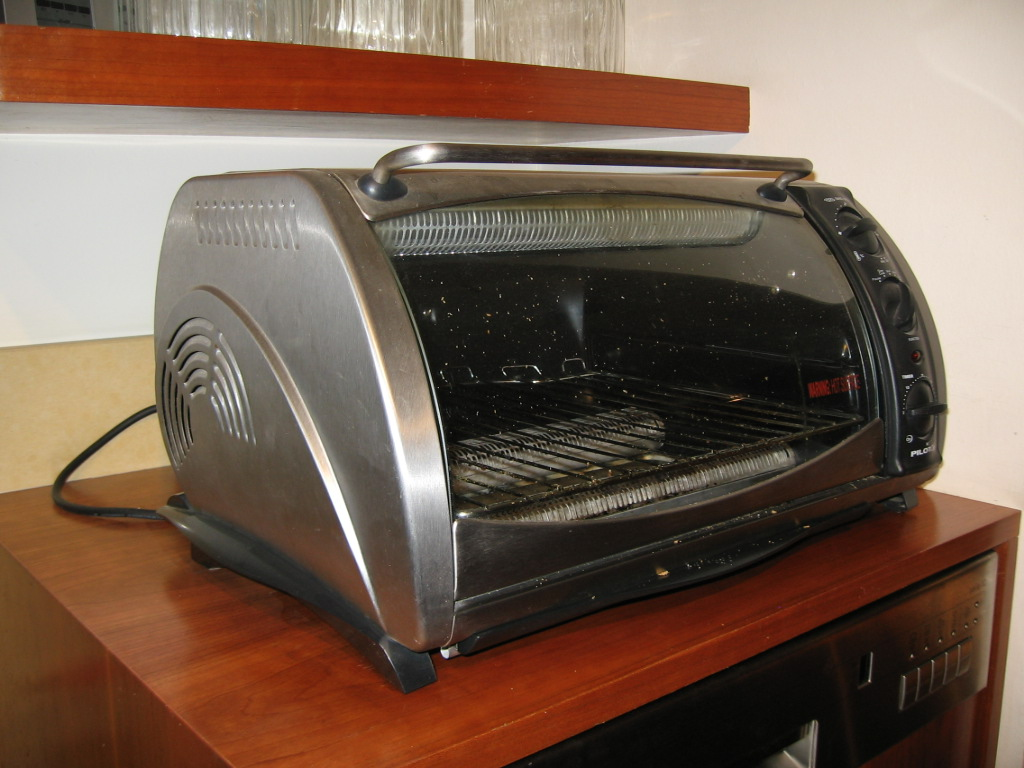
Grillugn
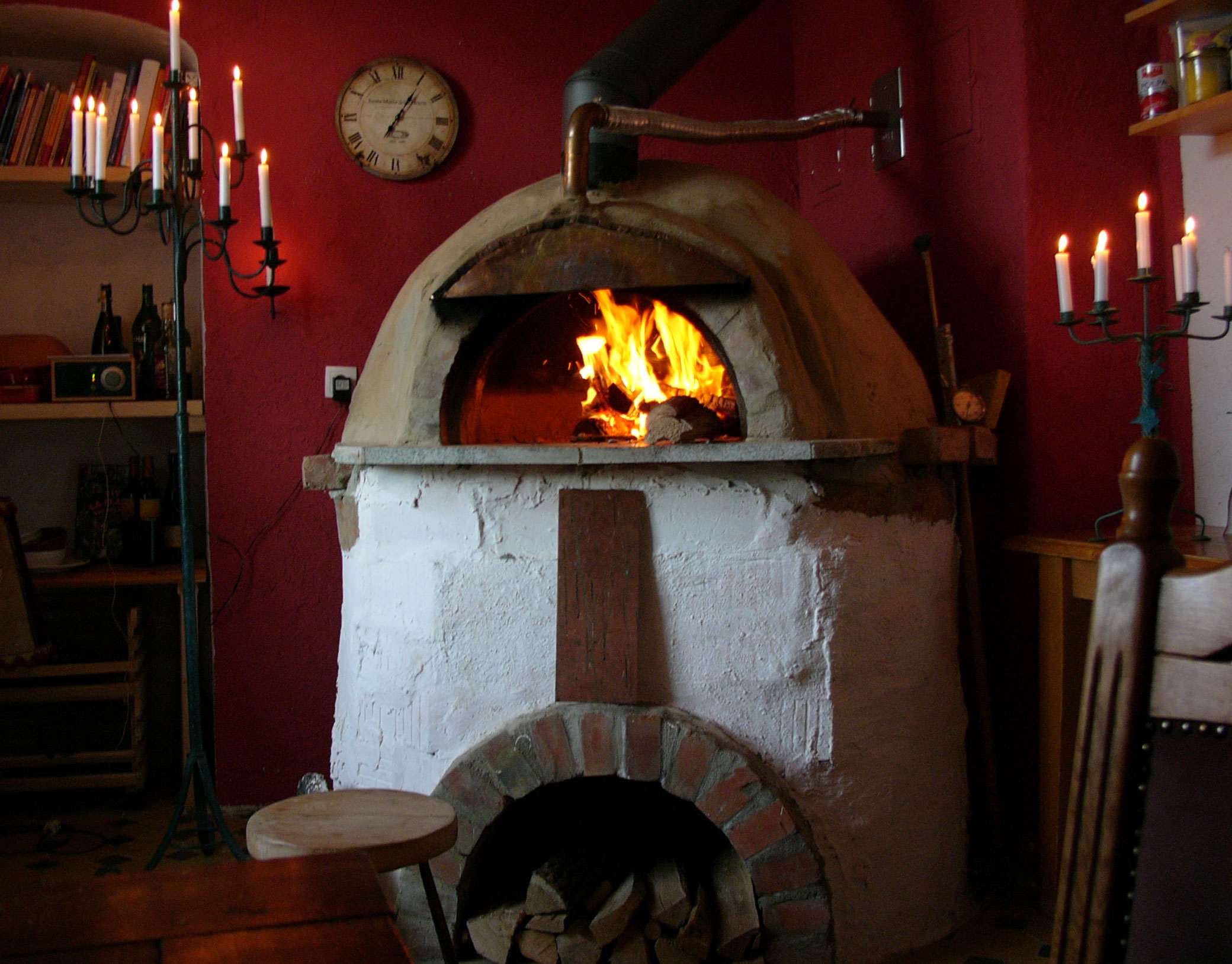
Vedeldad ugn
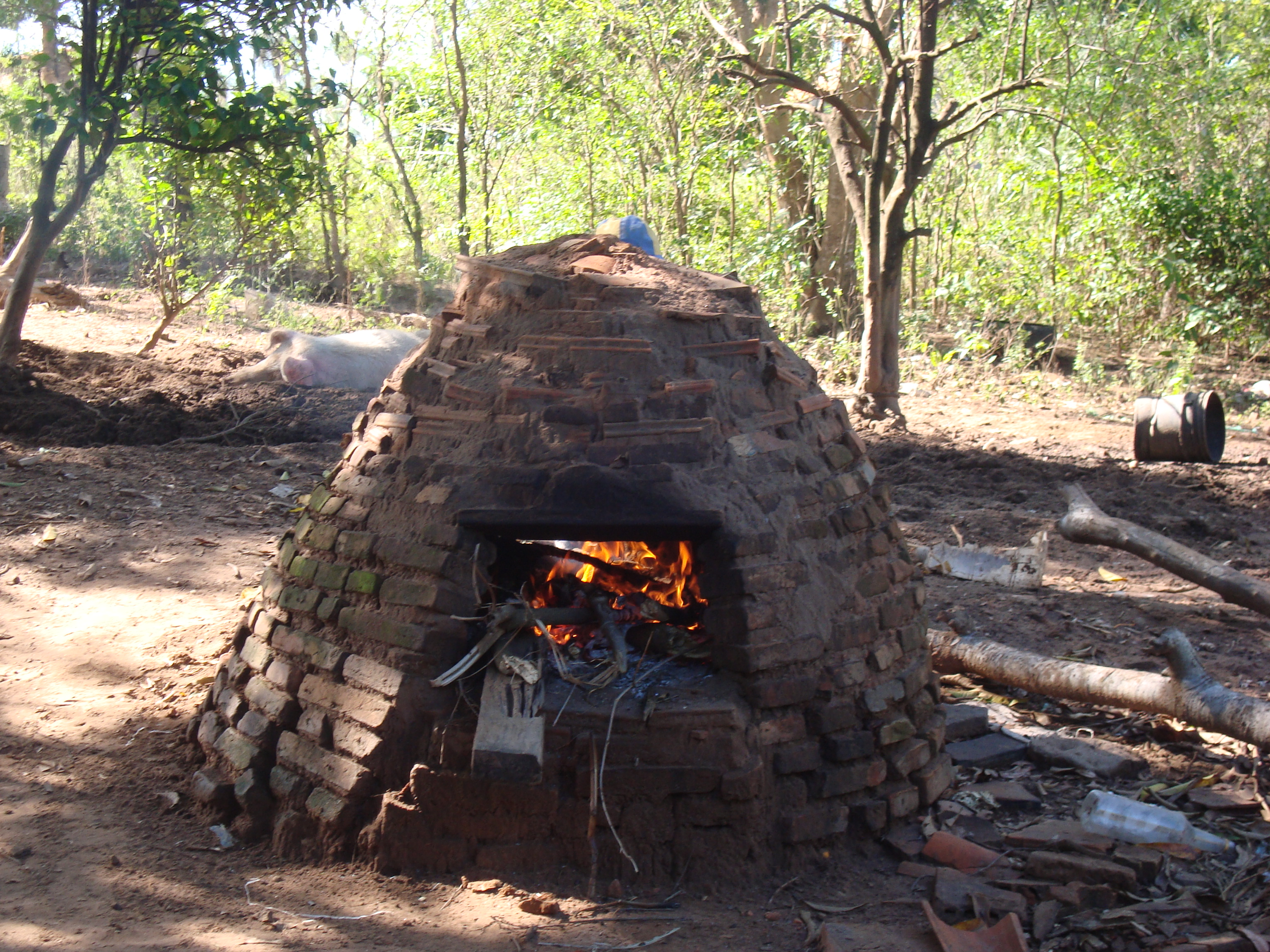
Ugn i tegelstapel
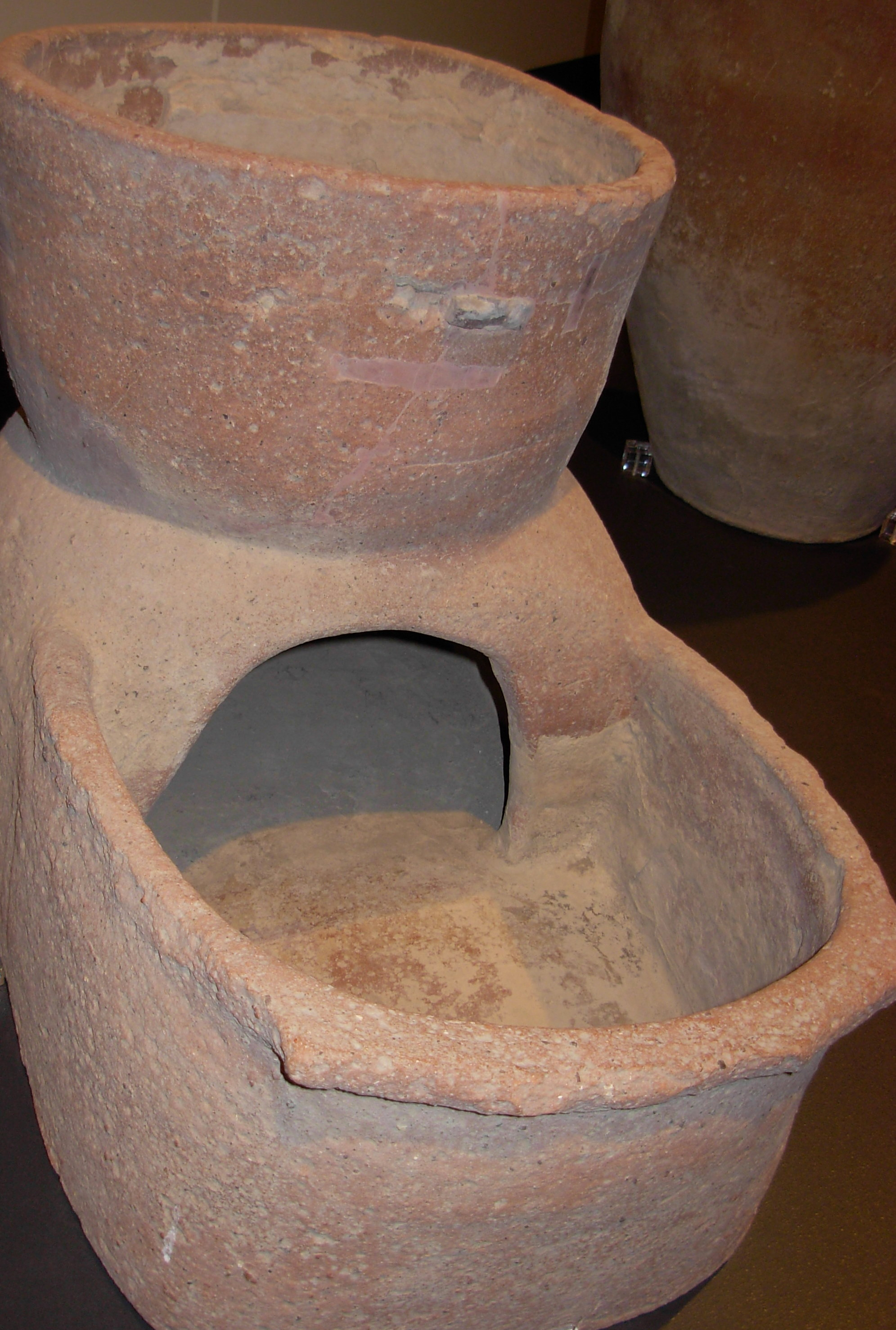
Keramikugn